# Sacavém e Prior Velho
Sacavém e Prior Velho, formalmente  União das Freguesias de Sacavém e Prior Velho, é uma freguesia portuguesa do município de Loures com 3,89 km² de superfície e 24672 habitantes (censo de 2021). A sua densidade populacional é 6 342,4 hab./km².

## História
Foi constituída em 2013, no âmbito de uma reforma administrativa nacional, pela agregação das antigas freguesias de Sacavém e Prior Velho. A sede da nova freguesia situa-se em Sacavém.
A atual freguesia recupera, em termos de área, a freguesia de Sacavém no período compreendido entre 4 de outubro de 1985 (data da autonomização da Portela) e 30 de junho de 1989 (quando o Prior Velho se separou de Sacavém), mas com exclusão da parte mais oriental de Sacavém, a leste da Linha do Norte, integrada na nova freguesia do Parque das Nações, no município de Lisboa.

## Demografia
A população registada nos censos foi:
| Ano  | 0-14 Anos | 15-24 Anos | 25-64 Anos | > 65 Anos |
| 2001 | 3951      | 3216       | 14193      | 2982      |
| 2011 | 4259      | 2716       | 14438      | 4192      |
| 2021 | 3691      | 2889       | 13300      | 4792      |

À data da junção das freguesias, a população registada no censo anterior foi:
| Freguesia atual       | Freguesia atual  | Freguesia atual | Freguesias antigas | Freguesias antigas | Freguesias antigas |
| Freguesia             | População (2011) | Área(km²)       | Freguesia          | População (2011)   | Área(km²)          |
| --------------------- | ---------------- | --------------- | ------------------ | ------------------ | ------------------ |
| Sacavém e Prior Velho | 24 822           | 3,89            | Sacavém            | 18469              | 4,08               |
| Sacavém e Prior Velho | 24 822           | 3,89            | Prior Velho        | 7136               | 1,32               |